# Thor: God of Thunder
Тор: Бог Грома (англ. Thor: God of Thunder) — однопользовательская игра от третьего лица, выпущенная в 2011 году. За сюжетную основу был взят одноимённый фильм 2011 года. Игра была выпущена на всех основных платформах кроме PC и PSP.

## Игровой процесс

Тор сражается с Ледяным Гигантом

В основном Тор сражается с разными существами из скандинавской мифологии. Присутствует также легендарное оружие Тора — молот Мьёльнир. Игроку подвластны стихийные элементы, такие как гром, молния и ветер. Врагами Тора являются персонажи комиксов Marvel, в том числе Локи, Улик, Имир и Суртур.

## Актёры
Актёры Крис Хемсворт и Том Хиддлстон озвучили в игре персонажей, сыгранных ими в полнометражном фильме — Тора и Локи соответственно. Актёр Фил Ламарр озвучил Хеймдалла. Актёр Стивен Блум озвучил Мангога и Улика.

## Маркетинг
Трейлер геймплея был показан на Spike Video Game Awards в 2010 году.

## Отзывы
| Сводный рейтинг    | Сводный рейтинг | Сводный рейтинг | Сводный рейтинг | Сводный рейтинг | Сводный рейтинг |
| Издание            | Оценка          | Оценка          | Оценка          | Оценка          | Оценка          |
| Издание            | 3DS             | DS              | PS3             | Wii             | Xbox 360        |
| ------------------ | --------------- | --------------- | --------------- | --------------- | --------------- |
| GameRankings       | 55,64 %         | 66,00 %         | 39,73 %         | 58,33 %         | 39,17 %         |
| Иноязычные издания |                 |                 |                 |                 |                 |
| Издание            | Оценка          | Оценка          | Оценка          | Оценка          | Оценка          |
| Издание            | 3DS             | DS              | PS3             | Wii             | Xbox 360        |
| GameSpot           | N/A             | 5,5/10          | 2/10            | 5,5/10          | 2/10            |
| GameZone           | N/A             | 7/10            | 3/10            | 7/10            | 3/10            |
| IGN                | N/A             | 8/10            | 3/10            | 6/10            | 3/10            |

- Версии игры для Xbox 360 и PlayStation 3 получили в большей части негативные отзывы критиков. Средняя оценка 42,38 % по версии GameRankings. Более серьёзные издательства оценили игру в 2.0/10 от GameSpot[20] и IGN[21] в 3.0/10 соответственно. Всё это было связано с большим количеством багов в игре.
- Версия игры для Nintendo DS, получила от IGN[22] оценку 8.0/10.
- Версия для Nintendo Wii, получила от IGN[23] оценку в 6.0/10.